# Reprezentacja Danii na Mistrzostwach Europy w Wioślarstwie 2010
Reprezentacja Danii na Mistrzostwach Europy w Wioślarstwie 2010 liczyła 33 sportowców. Najlepszymi wynikami było 2. miejsce w czwórce podwójnej wagi lekkiej kobiet oraz czwórce podwójnej wagi lekkiej i ósemce wagi lekkiej mężczyzn.

## Medale

### Złote medale
Brak

### Srebrne medale
czwórka podwójna wagi lekkiej (LM4x): Steffen Jensen, Martin Batenburg, Christian Nielsen, Hans Christian Sørensen
ósemka wagi lekkiej (LM8+): Anders Hansen, Lasse Dittmann, Sophus Johannesen, Jens Nielsen, Daniel Zielinski, Thorbjørn Patscheider, Jacob Barsøe, Martin Kristensen, Emil Blach
czwórka podwójna wagi lekkiej (LW4x): Christina Pultz, Marie Gottlieb, Mia Espersen, Sarah Christensen

### Brązowe medale
Brak

## Wyniki

### Konkurencje mężczyzn
- jedynka wagi lekkiej (LM1x): Henrik Stephansen – 4. miejsce
- dwójka podwójna (M2x): Mads Rasmussen, Thomas Larsen – 14. miejsce
- dwójka podwójna wagi lekkiej (LM2x): Peter Nørlem, Andreas Rambøl – 17. miejsce
- czwórka bez sternika wagi lekkiej (LM4-): Christian Pedersen, Jens Vilhelmsen, Kasper Winther, Morten Jørgensen – 5. miejsce
- czwórka podwójna (M4x): Jes Struck, Kristian Østergaard, Michael Ludwigsen, Mikkel Jacobsen – 12. miejsce
- czwórka podwójna wagi lekkiej (LM4x): Steffen Jensen, Martin Batenburg, Christian Nielsen, Hans Christian Sørensen – 7. miejsce
- ósemka wagi lekkiej (LM8+): Anders Hansen, Lasse Dittmann, Sophus Johannesen, Jens Nielsen, Daniel Zielinski, Thorbjørn Patscheider, Jacob Barsøe, Martin Kristensen, Emil Blach – 2. miejsce

### Konkurencje kobiet
- jedynka (W1x): Fie Udby Erichsen – 4. miejsce
- dwójka podwójna (W2x): Lisbet Jakobsen, Lea Jakobsen – 8. miejsce
- czwórka podwójna wagi lekkiej (LW4x): Christina Pultz, Marie Gottlieb, Mia Espersen, Sarah Christensen – 2. miejsce